# South Glens Falls
South Glens Falls – wieś w Stanach Zjednoczonych, w stanie Nowy Jork, w hrabstwie Saratoga.